# Lignydesmus fuhrmanni
Lignydesmus fuhrmanni är en mångfotingart som först beskrevs av Carl 1914.  Lignydesmus fuhrmanni ingår i släktet Lignydesmus och familjen kuldubbelfotingar. Inga underarter finns listade i Catalogue of Life.